# Padang Ganting (plaats)
Padang Ganting is een bestuurslaag in het regentschap Tanah Datar van de provincie West-Sumatra, Indonesië. Padang Ganting telt 8821 inwoners (volkstelling 2010).